# Selección de polo de Perú
La Selección de polo de Perú es el representativo de polo de Perú de manera internacional. En el 1951 participó en la primera edición de los Juegos Panamericanos obteniendo el tercer puesto.

## Resumen mundialista
La selección peruana jamás ha logrado clasificar al Campeonato Mundial de Polo.
| Campeonato Mundial de Polo | Campeonato Mundial de Polo | Campeonato Mundial de Polo | Campeonato Mundial de Polo | Campeonato Mundial de Polo | Campeonato Mundial de Polo |
| -------------------------- | -------------------------- | -------------------------- | -------------------------- | -------------------------- | -------------------------- |
| 1987:                      | No clasificó               | 1989:                      | No clasificó               | 1992:                      | No clasificó               |
| 1995:                      | No clasificó               | 1998:                      | No clasificó               | 2001:                      | No clasificó               |
| 2004:                      | No clasificó               | 2008:                      | No clasificó               | 2011:                      | No clasificó               |
| 2015:                      | No clasificó               | 2017:                      | No clasificó               |                            |                            |

## Perú en los Juegos Panamericanos
En solo una oportunidad el polo se disputó en los Juegos Panamericanos. Fue en la primera edición celebrados en 1951 en Buenos Aires. La selección peruana obtuvo la medalla de bronce, entre cuatro participantes.

## Palmarés
- Medalla de bronce en los I Juegos Panamericanos de 1951.

- Datos: Q16629963